# A pulykával tömött pocak (Így jártam anyátokkal)
A pulykával töltött pocak az Így jártam anyátokkal című televízió-sorozat első évadának kilencedik epizódja. Eredetileg 2005. november 21-én vetítették, míg Magyarországon 2008. október 13-án.
Ebben az epizódban Lily és Marshall Minnesotába utaznak Hálaadáskor Marshall családjához, miközben Ted és Robin önkénteskedni szeretnének.

## Cselekmény
2005 Hálaadását Marshall és Lily a minnesotai St. Cloud-ban töltik, Marshall szüleinél, miközben a többiek New Yorkban maradnak. Érkezésükkor Lily azonnal felfedezi, hogy teljesen más, mint a család többi tagja. A 191 centiméteres Marshall a családban törpének számít, de nemcsak ez óriási, hanem a saláták, a kanalak, és a tálak is. Mrs. Eriksen szerint az Eriksen-fiúk mind óriási csecsemők voltak, ami aggodalommal tölti el Lily-t. Az ebédlőasztalnál aztán szintén konfliktust okoz az a kijelentése, hogy szeretné a házasság után megtartani a nevét, és New York-ban nevelné a gyereket. Lily még Marshall-lal is vitába kerül. Egy közeli vegyesbolthoz rohan, terhességi tesztet vásárol, majd nem sokkal később letartóztatják nyilvános vizelésért. Marshall kihozza őt, majd elmondja Lilynek, hogy nem szeretné, hogy a családjuk olyan legyen, mint az ő családja. Később kiderül, hogy Lily nem terhes.
Mindeközben Ted és Robin jótékonykodni szeretnének, ezért önkéntesnek állnak egy ingyenkonyhán. Hatalmas meglepetésükre Barneyval találkoznak, aki már három éve minden vasárnap és ilyen alkalmakkor ott segédkezik. Barney maga az év önkéntese. Később kiderül, hogy igazából azért van itt, mert nyilvános vizelésért közérdekű munkára ítélték. Viszont amíg a lelkét is kidolgozza, Tednek és Robinnak nem jut sok munka. Először segítenek egy Amanda nevű önkéntesnek, de ő hazaviszi a holmikat, akárcsak a főnökük – az önkéntesek hazalopják a munkát. Ted, felháborodva ezen, kirúgatja magukat. Végül a Ledér Leopárd sztriptízbárban kötnek ki.

## Kontinuitás
- Először kerül terítékre Robin kanadai származása.
- Lily aggódik a terhessége miatt, és mint azt "A párbaj" című részből tudjuk, nem túl óvatosan védekeznek.
- Marshall családja először jelenik meg a színen.
- Először láthatjuk a Ledér Leopárd sztriptízklubot.

## Jövőbeli visszautalások
- Az Eriksen család vonzódása a majonézhez megemlítésre kerül "A közös este" és az "Atlantic City" című epizódokban.
- A "Villásreggeli" című epizódban Barney megemlíti, hogy hajléktalanoknak szokott ételt osztani.
- Lily csakugyan nem veszi fel Marshall vezetéknevét, mint az a "Valami kék" című részből kiderül. A "Nagy napok" című részben tréfásan utalnak arra, hogy Marvin, Marshall apja felhívta Lilyt, hogy már megindította a névváltoztatás iránti eljárást.
- Robin szerint a kanadai Hálaadás októberben van, és ezen a "Pofonadás" című részben is tréfálkoznak.
- Ez az utolsó hálaadás, amit nem együtt töltenek. Ted szerint a "Pofonadás" óta minden hálaadáskor együtt vacsoráznak.
- Barney panaszkodik, hogy a közérdekű munkát így kénytelen szemétszedéssel letölteni, amit aztán felemleget "A bunyó" című részben.
- "A bunyó" és az "Utolsó szavak" című részben utalnak még az Eriksen hétrétegű salátára.
- "A Stinson család" című részben Ted ismét megemlíti, hogy 191 centijével Marshall a törpe a családban.
- Lily és az anyósa között a rossz viszony többször is említésre kerül. Többek között "A Stinson család", a "Nagy napok" és a "Rossz hír" című részben. Bár az "Utolsó szavak" című epizódban normalizálódik köztük a viszony, "A piás vonat" és a "Legyen Ön is keresztszülő!" című részekből kiderül, hogy megint utálják egymást.
- Lily szakácsművészetére történik még utalás  "A terasz" és "A szexmentes fogadós" című részekben.
- Az, hogy Lily csípője nem Eriksen-baba kompatibilis, a "Jenkins" és "A házbontás" című részekben is felmerül.
- Marshall apja szerint az Eriksenek különösen termékenyek, amire "A nagy verseny" című részben is történik még utalás.
- Barney megjegyzi, hogy a hálaadási vacsora meglepően jó a Ledér Leopárdban. A "Bababeszéd" című részben Marshall is osztja ezt a véleményt.
- A "Basszgitáros kerestetik" című epizódban Robin elmondja Lilynek, hogy azért támogatja Barney Marshallt abban, hogy fogadja el a bírói állást, mert így lenne lehetősége megúszni a büntetést nyilvános vizelés esetére.

## Érdekességek
- Jövőbeli Ted megtréfálja a gyerekeit azzal, hogy azt mondja, Tracy, a sztriptíztáncos lett az anyjuk. A gyerekek megdöbbenése érthető, ugyanis az anyjuk keresztneve is Tracy.
- Robin ebben a részben és az "Ajánlom magamat" című epizódban minden probléma nélkül elmegy egy sztriptízbárba, míg a "Duplarandi" című epizódban komoly fenntartásai vannak.
- Marshall szerint Barney meztelenül szokott főzni – a "Blitz-adás" című epizódban látható, hogy az otthoni tűzhelye még csak nem is valódi.
- Ebben a részben azt mondják, hogy Marshall testvéreinek van felesége, viszont a "Megemlékezés" című rész alapján Marcus még mindig otthon él az anyjával. A egy évvel későbbi "Legyen Ön is keresztszülő!" című részben azonban Marcusról az derül ki, hogy otthagyta a feleségét és a két gyerekét. Feltételezhető, hogy a későbbi részekben Marcus és Marvin Jr. karakterét egyesítették, ez okozta a kavarodást.

## Vendégszereplők
- Suzie Plakson – Judy Eriksen
- Bill Fagerbakke – Marvin Eriksen Sr.
- Ned Rolsma – Marcus Eriksen
- Robert Michael Ryan – Marvin Eriksen Jr.
- Jennifer Wilson – Ashley Eriksen
- Katie A. Keane – Tracy
- Elizabeth Bogush – Amanda
- Adam Kulbersh – Kendall

## Zene
- We Are Scientists – Nobody Move, Nobody Get Hurt
- The 88 – You Belong to Me
- Styx – Mr. Roboto